# Der Hammer – Blätter für deutschen Sinn
Der Hammer – Blätter für deutschen Sinn war eine deutsche Zeitschrift mit völkischer, antisemitischer Propaganda. Sie war das bedeutendste und am meisten verbreitete Blatt der völkischen Bewegung im deutschen Kaiserreich. Sie erschien zunächst halbmonatlich und später monatlich, mit Unterbrechungen, von 1902 bis 1940. Der anfängliche Titel lautete Hammer. Parteilose Zeitschrift für nationales Leben. Verleger war Theodor Fritsch mit dem 1902 gegründeten Hammer-Verlag mit Sitz in der damaligen Königstraße (heute Goldschmidtstraße) im Graphischen Viertel von Leipzig. Die erste Auflage erschien im Januar 1902 mit einer Auflage von 10.000 Stück. Ab 1912 war das Blatt auch Organ des von Fritsch gegründeten Reichshammerbundes, der aus den sogenannten Hammer-Leserkreisen hervorging. In der Weimarer Republik wurde der Hammer mehrmals verboten, die Auflage ging in dieser Zeit rasant zurück, Anfang 1933 betrug sie nur noch 2.500 Exemplare. Mit dem Tod von Fritsch im gleichen Jahr verlor die Zeitschrift endgültig an Bedeutung. Fritschs unmittelbarer Nachfolger als Schriftleiter des Blattes war Kurt Herwarth Ball.
Der Sozialwissenschaftler Bodo Kahrman schreibt über die Autorenschaft: „Die Spannbreite der Autoren, die für die Zeitschrift schrieben,
reichte von Anhängern des völkischen Flügels der Lebensreformbewegung, wie Heinrich Pudor, einer der Schlüsselfiguren der Nacktkulturbewegung, Vertretern einflussreicher politischer Verbände, wie dem Bund der Landwirte und dem Alldeutschen Verband, über Rassentheoretiker wie beispielsweise Willibald Hentschel bis hin zu dem nordischen Ideologen und Nationalsozialisten Johann von Leers.“ Zu den Autoren zählten auch Philipp Stauff, Jörg Lanz von Liebenfels, Dietrich Eckart oder Artur Dinter. Nach dem Ersten Weltkrieg setzte sich die Autorenschaft vorwiegend aus dem Umfeld des schon erwähnten Alldeutschen Verbandes, des Deutschvölkischen Schutz- und Trutzbundes sowie der frühen NSDAP zusammen.